# Архитектурно-этнографический комплекс «Ысыах Туймаады»
Архитектурно-этнографический комплекс «Ысыах Туймаады» — специальное культовое место, построенное для того, чтобы встречать Ысыах, традиционный народный праздник народа Якутии.
Ежегодно проводится городской национальный праздник «Ысыах Туймаады» в течение двух дней и одной ночи, в последние выходные июня месяца. Комплекс с этнографическими постройками — ураса, якутскими балаганами, сэргэ, ритуально-обрядовый центр «Кумысопитие», ипподром на 10000 мест, спортивный стадион на 3000 мест, концертные, выставочные площадки.
Ысыах — самое известное мероприятие событийного туризма в Якутии, которое проводится каждый год. Главный элемент Ысыаха — осуохай (традиционный хоровод). Танцующие встают в круг и движутся медленно по направлению солнца. Считается, что подобный танец отдает дань уважения природе за то тепло и свет, что она дарит людям, пусть даже совсем недолгий промежуток времени.

## Доступность для посещения туристами
Доступен с 1 мая по 30 сентября. Удаленность от города Якутска — 17 км, от поселка Жатай — 3 км, от села Тулагино — 5 км.